# Sal de gusano

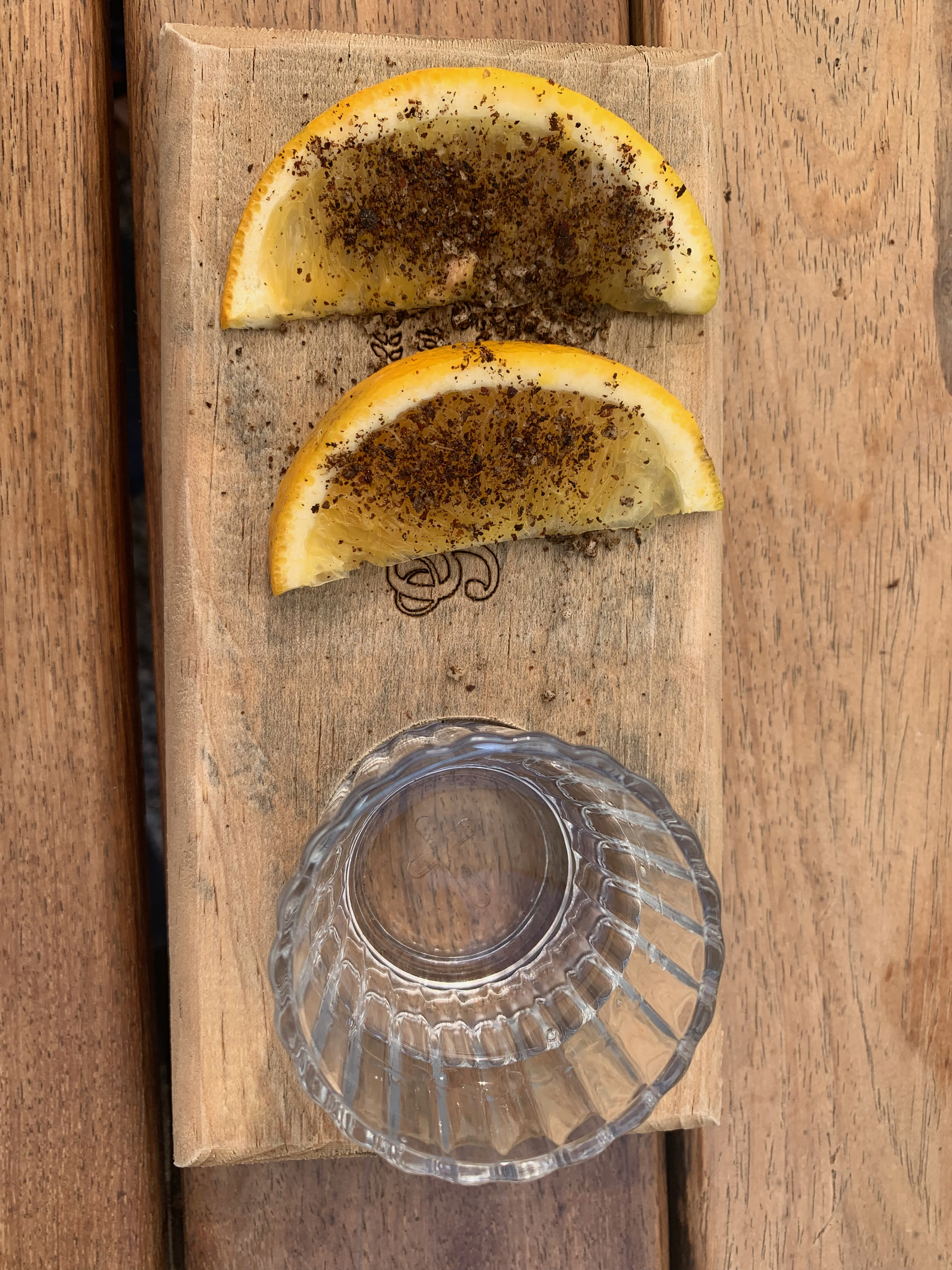
Sal de gusano sobre rodajas de naranja, acompañamiento común del mezcal.

Sal de gusano es una especia tradicional de la gastronomía de Oaxaca. Está hecha de sal marina, gusanos de maguey tostados y molidos y una variedad de chiles secos.

## Elaboración
Los gusanos rojos de maguey, gusanos chinicuiles o belatobes (en lengua zapoteca) (tanto las especies Comadia redtenbacheri, como Xyleutes redtenbacheri) se recolectan entre los meses de julio y septiembre, cuando abundan en las plantas de Agave. Luego son limpiados, secados al sol, asados en un comal y triturados en metate. A la mezcla se le suman sal y chiles secos tatemados como chile de árbol.

## Usos
Los usos gastronómicos de la sal de gusano son variados, en algunas regiones de Oaxaca acompaña sopas como la sopa de guías. Uno de los más destacados es el de acompañar al mezcal, usualmente con gajos de naranja.